# Parigi-Camembert 1985
La Parigi-Camembert 1985, quarantaseiesima edizione della corsa, valida come evento del circuito UCI categoria CB1.1, si svolse il 9 aprile 1985. Fu vinta dal francese Martial Gayant in 6h 33' 15".

## Ordine d'arrivo (Top 10)
| Pos. | Corridore           | Squadra           | Tempo    |
| ---- | ------------------- | ----------------- | -------- |
| 1    | Martial Gayant      | Renault-Elf       | 6h29'00" |
| 2    | Vincent Barteau     | Renault-Elf       | a 10"    |
| 3    | Christophe Lavainne | Renault-Elf       | s.t.     |
| 4    | Martin Earley       | Fagor             | s.t.     |
| 5    | Martin Durant       | Fangio            | s.t.     |
| 6    | Marc Madiot         | Renault-Elf       | s.t.     |
| 7    | Gilles Mas          | Skil-Sem-Kas-Miko | s.t.     |
| 8    | Jörg Müller         | Skil-Sem-Kas-Miko | s.t.     |
| 9    | Yvon Madiot         | Renault-Elf       | s.t.     |
| 10   | Thierry Marie       | Renault-Elf       | s.t.     |